# Live in Barcelona
Live in Barcelona je koncertni video DVD nastupa Brucea Springsteena i E Street Banda s Rising Toura 16. listopada 2002. u Palau Sant Jordi u Barceloni.
Prva polovica koncerta bila je prijenos uživo na MTV Europe i VH1 UK; prijenos je zaključen sa Springsteenovim najvećim hitom, "Dancing in the Dark", neobično smještenim u sredinu uobičajenog seta iz tog razloga. Snimka prijenosa kasnije je prikazana na CBS-u u Sjedinjenim Državama 28. veljače 2003.
Objavljen 18. studenog 2003. nakon završetka turneje i sastavljen s kompletnim nastupom u Barceloni, ovaj DVD predstavlja prvo izdanje na kojem je cijeli Springsteenov koncert dokumentiran sa službenim izdanjem u audio ili video formatu. Za razliku od prijašnjeg koncertnog videa Bruce Springsteen & the E Street Band: Live in New York City, nije objavljen nijedan audio album.

## Sadržaj

### Disk 1
1. The Rising
2. Lonesome Day
3. Prove It All Night
4. Darkness on the Edge of Town
5. Empty Sky
6. You're Missing
7. Waitin' on a Sunny Day
8. The Promised Land
9. Worlds Apart
10. Badlands
11. She's the One
12. Mary's Place
13. Dancing in the Dark
14. Countin' on a Miracle
15. Spirit in the Night
16. Incident on 57th Street
17. Into the Fire

### Disk 2
1. Night
2. Ramrod
3. Born to Run
4. My City of Ruins
5. Born in the U.S.A.
6. Land of Hope and Dreams
7. Thunder Road
8. Drop the Needle and Pray: The Rising on Tour, dokumentarac s materijalima s koncerata iz ljeta 2003. u Fenway Parku i Giants Stadiumu, intervjui sa Springsteenom i članovima sastava te neobjavljene fotografije.

## Popis izvođača
- Roy Bittan - klavijature
- Clarence Clemons - saksofon, perkusije
- Danny Federici - klavijature
- Nils Lofgren - gitara, vokali
- Patti Scialfa - gitara, vokali
- Bruce Springsteen - gitara, vokali
- Garry Tallent - bas
- Steven Van Zandt - gitara, vokali
- Max Weinberg - bubnjevi
- Soozie Tyrell - vokali/violina